# Martijn Dadema
M.P. (Martijn) Dadema (Enkhuizen, 21 maart 1975) is een Nederlands politicus, bestuurder en voormalig diplomaat. Hij is lid van GroenLinks. Sinds 12 juli 2023 is hij gedeputeerde van Overijssel. Van 15 december 2014 tot 12 juli 2023 was hij burgemeester van Raalte. 

## Opleiding
Na zijn basisscholen in Zwolle en Heino en het Florens Radewijns College in Raalte, studeerde Dadema internationale economie aan de Radboud Universiteit Nijmegen (tussen 1993 en 1998). Hij was in die periode o.a. voorzitter van de Economische Studenten Vereniging alsook studentlid van het faculteitsbestuur van de faculteit der beleidswetenschappen. Tijdens zijn studententijd werkte Dadema zes maanden als adviseur van de minister van Handel, Industrie en Werkgelegenheid van Gambia op het gebied van handelspolitiek en drie maanden als student-assistent voor professor E. de Jong.

## Diplomatieke carrière
In 1999 ging Martijn Dadema werken voor het United Nations Development Programme, als junior professional officer voor industriële ontwikkeling in Yemen. In 2000 vervolgde hij zijn carrière als beleidsmedewerker bij het ministerie van Buitenlandse Zaken, waar hij zich eerst bezighield met het ontwikkelingsbeleid van de Wereldbank en het Internationaal Monetair Fonds. In deze periode rondde hij ook het 'diplomatenklasje' van Buitenlandse Zaken af. Hij publiceerde o.a. over verdere democratisering van beide instellingen. In zijn volgende functie was hij medeverantwoordelijk voor de Nederlandse begroting voor ontwikkelingssamenwerking. 
Tegelijkertijd werd hij in 2004 internationaal secretaris van GroenLinks en was hij waarnemend voorzitter en vicevoorzitter in 2006. In 2006 greep hij naast een verkiesbare plaats op de lijst van GroenLinks voor de Tweede Kamerverkiezingen.
In 2007 werd hij plaatsvervangend permanent vertegenwoordiger voor Nederland bij het United Nations Environment Programme en United Nations Human Settlements Programme in Nairobi en hield zich op de Nederlandse ambassade ook bezig met regionale veiligheid in Oost-Afrika. Zijn belangrijkste verdienste was de hervorming van het Wereldmilieurapport, Global Environment Outlook. Hij was o.a. voorzitter van de internationale vergadering van 100+ landen en 50 onderzoeksinstellingen en NGO's die de basis legde voor GEO-V. Hij was tevens lid van het High Level Advisory Panel dat GEO begeleidde. In 2010 verplaatste hij zich naar New York om plaatsvervangend hoofd te worden van de politieke afdeling van de Nederlandse vertegenwoordiging aldaar, was hij in begin 2013 tevens 6 maanden waarnemend hoofd. In New York was Martijn Dadema nauw betrokken bij de verdere ontwikkeling van het concept Responsibility to Protect, o.a. als co-voorzitter van een Group of Friends. Hij schreef hier ook enkele artikelen over.
In zomer 2013 keerde hij terug naar Nederland om hoofd van het team te worden dat zich voor het ministerie van Buitenlandse Zaken bezighoudt met Wapenexportbeleid en de beheersing van conventionele wapens. In deze hoedanigheid was hij onder meer betrokken bij de uitwerking van het Wapenhandelsverdrag en de internationale discussies over 'killer robots'.

## Politieke carrière
Vanaf 15 december 2014 was Dadema de burgemeester van Raalte. Als burgemeester stond hij bekend om zijn toegankelijkheid, betrokkenheid en gebruik van sociale media. Hij werd hiervoor o.a. genomineerd als Beste Lokale Bestuurder van Nederland in 2018, 2019, 2020 en 2022 en behaalde respectievelijk de derde plek in 2018, de tweede plaats in 2019, top 50 in 2020 en beste bestuurder Overijssel in 2022 (top 13 van Nederland). De jury zegt in 2018: “De Raalter burgemeester wordt door andere lokale bestuurders vooral geroemd om zijn betrokkenheid en communicatieve vaardigheden. Inwoners voelen geen schroom om hem aan te spreken. Zelf voelt Dadema buitengewoon goed aan wanneer hij moet spreken of zwijgen. Hij wordt genoemd als een van de burgemeesters die het best gebruik maakt van de sociale media.” En in 2019: "Voor de tweede keer is Burgemeester Dadema genomineerd voor de titel van Beste Bestuurder. Hij wordt geprezen om zijn betrokkenheid en stemmers zeggen dat hij voor iedere inwoner klaarstaat. Hij wordt geroemd om zijn communicatieve vaardigheden. Hij is helder en duidelijk in zijn doen en laten en weet in elke situatie de juiste woorden te vinden. Burgemeester Dadema werd door een van de stemmers omschreven als “een krachtig bestuurder”."
Dadema stimuleerde constante vernieuwing in de relatie tussen inwoners en de overheid, zoals ook gevraagd in de profielschets bij zijn aantreden. In januari 2020 werd de gemeente Raalte uitgeroepen tot Beste Bestuurde Decentrale Overheid van Nederland. Volgens de stemmers: ‘Op vrijwel alle beleidsonderwerpen worden inwoners betrokken. Raalte is een voorbeeldgemeente op het gebied van inwonerparticipatie. In een interview met Binnenlands Bestuur wordt de Raalter aanpak toegelicht door Dadema.
Hij joeg de ambtelijke organisatie aan om meer van buiten naar binnen te werken. Dat is op vele terreinen zichtbaar o.a. economie, infrastructuur, groen beleid, ondernemersdienstverlening en de omgevingsvisie. Dat laatste proces werd ook genomineerd voor een landelijk prijs “Aan de slag met de Omgevingsvisie”. De gemeenschap moet altijd voorop staan, en niet de regels, procedures of het individuele belang. De kracht van de gemeenschap, de energie in de samenleving, en de kennis en kunde van de inwoners staan vaak centraal in zijn handelen, zoals te lezen in zijn nieuwjaarspeeches.
Dadema was actief in de bredere regio en heeft verscheidene nevenfuncties. Hij was lid van Dagelijks Bestuur RegioZwolle en voorzitter van de Tafel Bereikbaarheid RegioZwolle. Hij was tevens voorzitter van de stuurgroep Verstedelijkingsstrategie RegioZwolle waarin de rijksoverheid, 22 gemeenten, 4 provincies en 4 waterschappen samenwerken om een integrale strategie te formuleren voor minimaal 50.000 woningen, werkgelegenheid, bereikbaarheid en klimaatadaptatie. Als voorzitter van de VNG Overijssel behartigde hij de belangen van de Overijsselse gemeente richting provincie en rijksoverheid. Hij was portefeuillehouder Ondermijning voor de Regionale Eenheid Oost-Nederland en het district IJsselland. Hij was ook informateur voor de coalitievorming in Deventer (in 2018) en Waterschap Drents Overijsselse Delta (2019). Daarnaast is hij lid van de Raad van Toezicht van Oxfam Novib in Den Haag en Stichting Natuur en Milieu Overijssel. Op 26 juni 2020 volgde hij Liesbeth Spies op als voorzitter van Veilig Verkeer Nederland. Wegens zijn benoeming als gedeputeerde legde hij het voorzitterschap van de VVN neer.
Dadema werd op 3 september 2020 voorgedragen voor een herbenoeming als burgemeester van Raalte. Op 3 november van dat jaar werd hij met ingang van 15 december 2020 bij koninklijk besluit herbenoemd en op 3 december van dat jaar werd hij hiervoor beëdigd door Andries Heidema, de commissaris van de Koning in Overijssel. Met ingang van 12 juli 2023 werd hem eervol ontslag verleend als burgemeester van Raalte. Op 10 juli dat jaar nam hij tijdens een bijzondere raadsvergadering afscheid van Raalte.
Na de Provinciale Statenverkiezingen van 2023 werd Dadema namens GroenLinks medeonderhandelaar bij de vorming van een coalitieakkoord tussen BBB, VVD, GroenLinks, PvdA en SGP in Overijssel. Op 12 juli dat jaar werd hij gedeputeerde van Water, Mobiliteit, Inclusiviteit en Handhaving in Overijssel.